# Brebis du Pays de Grasse
De Brebis du Pays de Grasse is een Franse kaas uit de Provence, uit het gebied aan de zuidkant van de Alpen (Alpes-Maritimes en Alpes-de-Haute-Provence)
De kaas wordt gemaakt van rauwe schapenmelk. De kaasmassa is na de rijping van ongeveer twee maanden half hard, de korst van de kaas is natuurlijk. De kaas wordt uitsluitend op een aantal boerderijen gemaakt